# Pontiac Grand Safari
Pontiac Grand Safari – samochód osobowy klasy pełnowymiarowej produkowany pod amerykańską marką Pontiac w latach 1970 – 1978.

## Pierwsza generacja

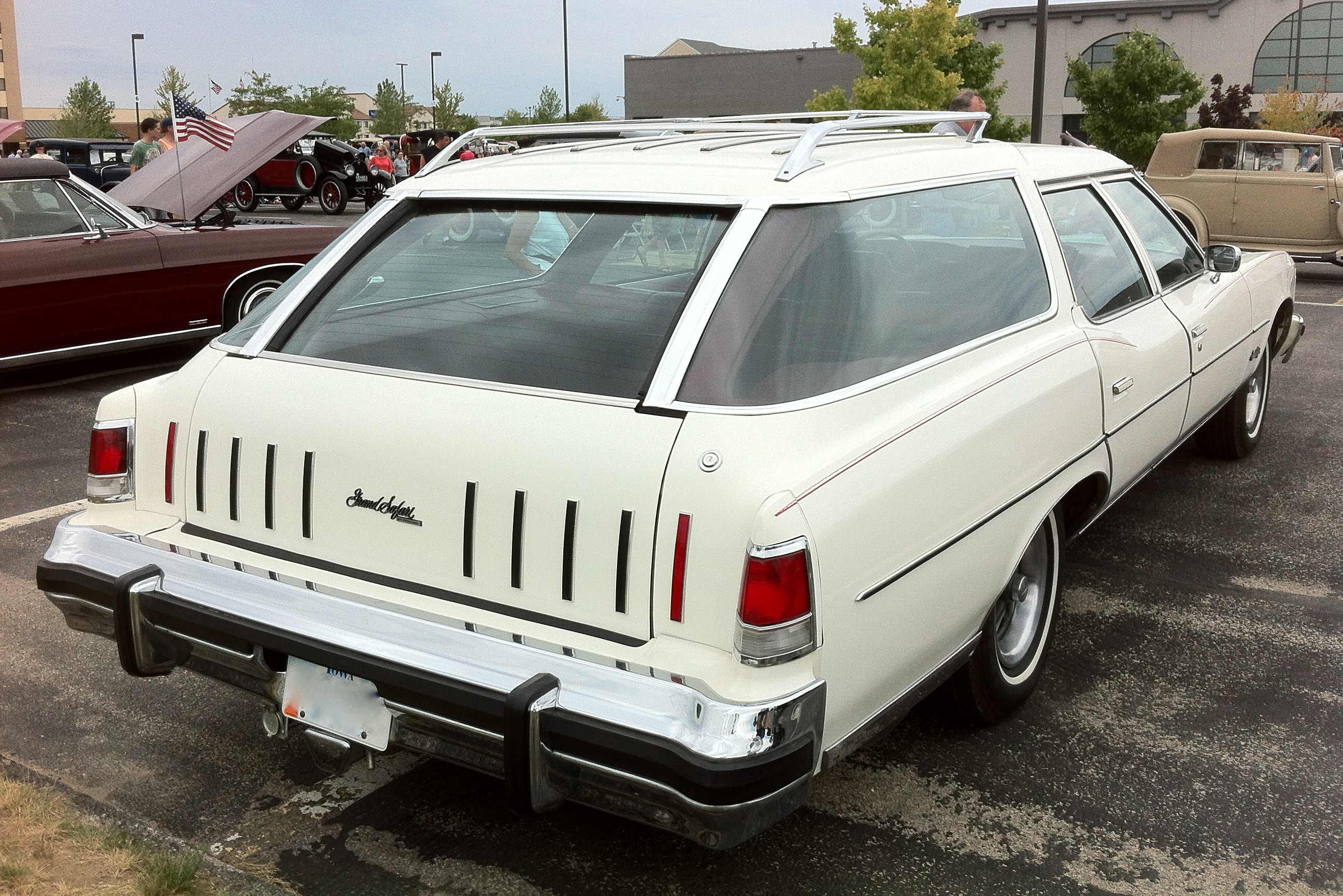
Pontiac Grand Safari I - tył

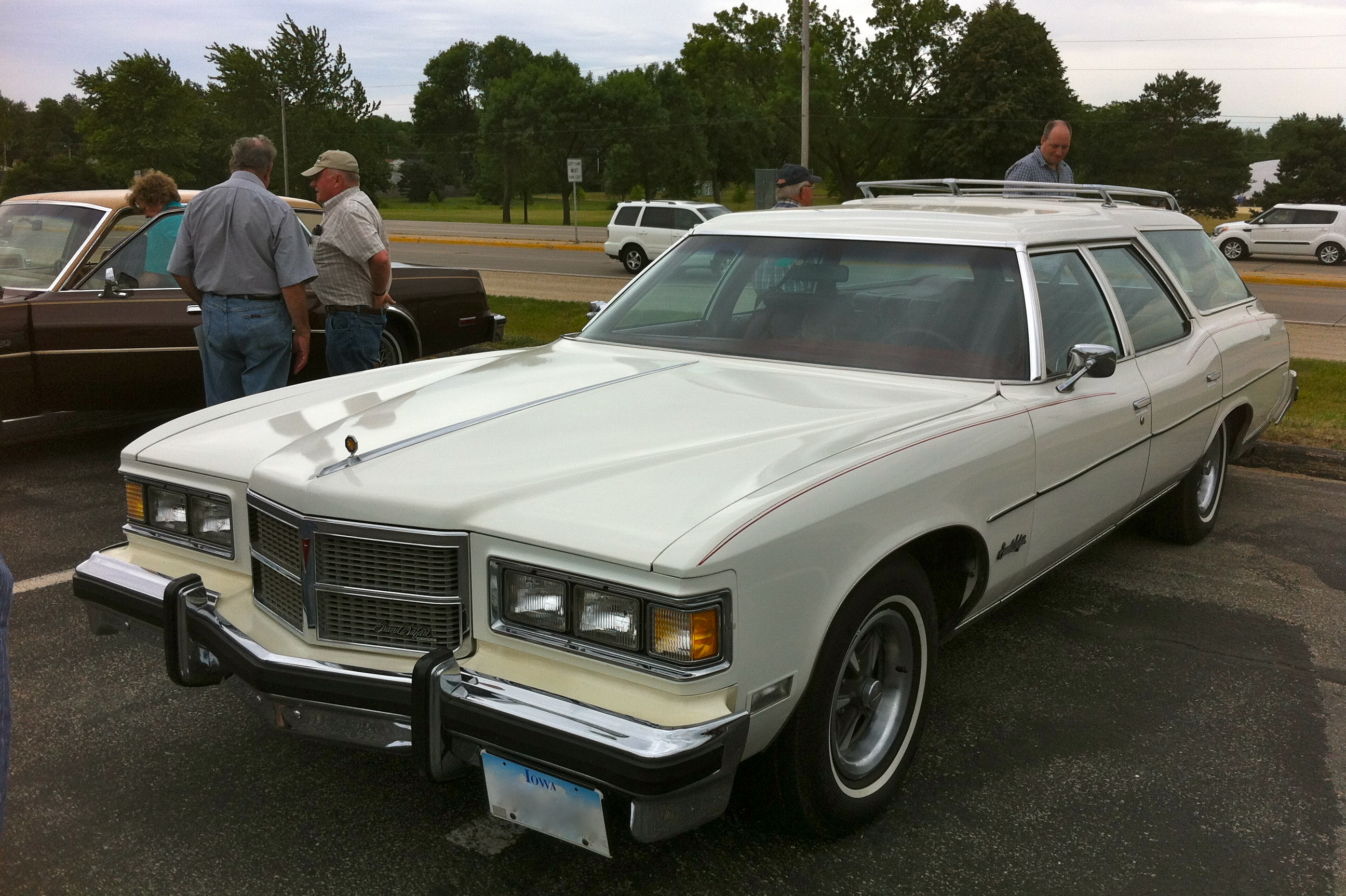
Pontiac Grand Safari I po liftingu

Pontiac Grand Safari I został zaprezentowany po raz pierwszy w 1970 roku.
Na początku lat 70. XX wieku Pontiac zdecydował się wydzielić dotychczas stanowiącą część linii modelowej Bonneville wersję kombi. W efekcie, do sprzedaży trafił model Grand Safari będący bliźniaczą konstrukcją wobec innych dużych kombi koncernu General Motors marek Buick, Chevrolet i Oldsmobile.

### Lifting
W 1974 roku Pontiac Grand Safari pierwszej generacji przeszedł obszerną modernizację. Zmienił się głównie wygląd pasa przedniego, z innym kształtem reflektorów i atrapy chłodnicy.

### Silniki
- V8 6.6l
- V8 7.5l

## Druga generacja

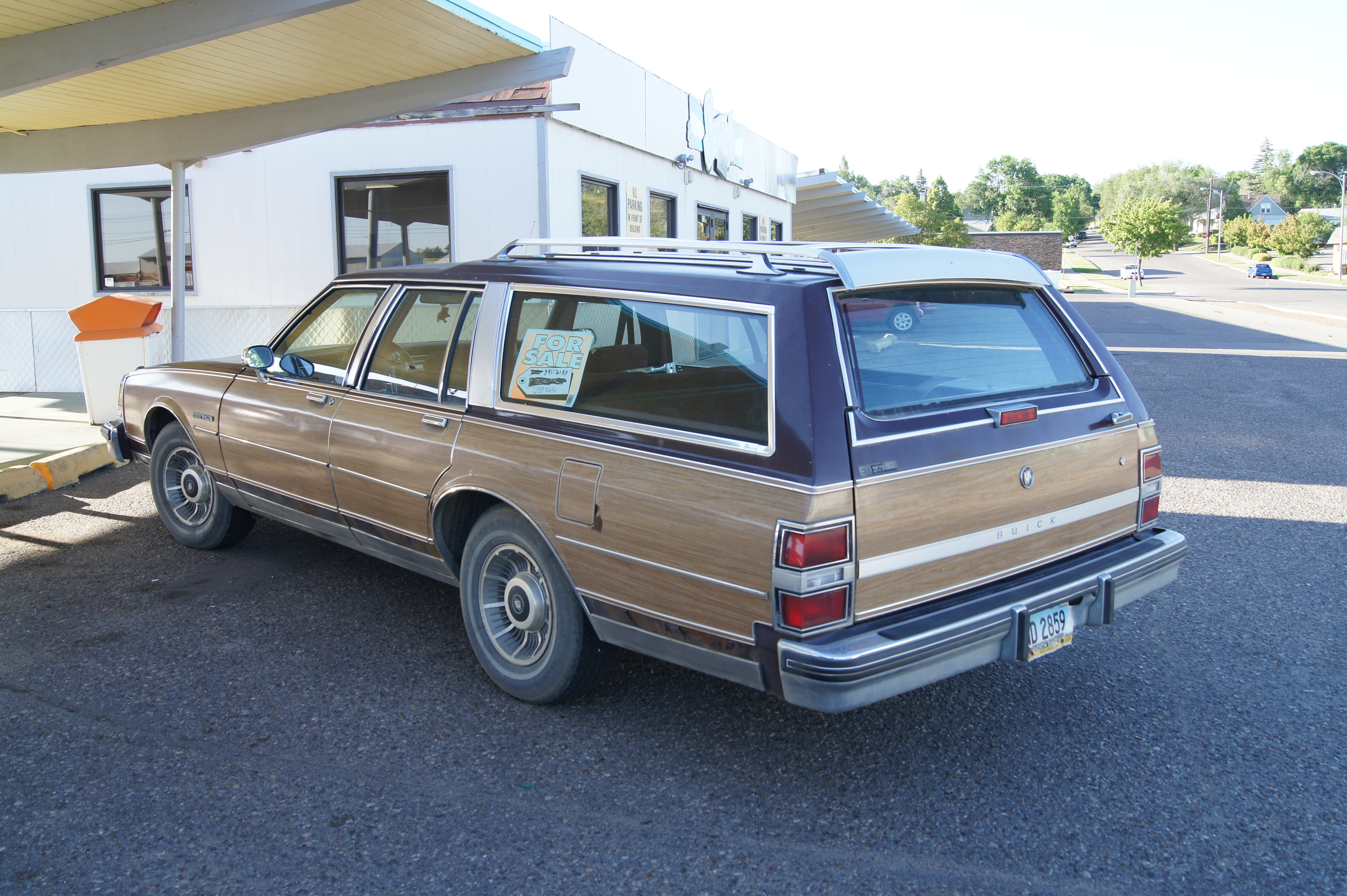
Pontiac Grand Safari II - tył

Pontiac Grand Safari II został zaprezentowany po raz pierwszy w 1976 roku.
Druga generacja modelu stanowiła rozwinięcie koncepcji stosowanej w poprzedniku z ostatniej lat produkcji. Kanciaste kształty pasa przedniego zostały zaadaptowane, utrzymując w nich pozostałe akcenty stylistyczne i detale.
Podobnie do bliźniaczych modeli Buicka i Oldsmobile, część transportowa zyskała bardziej foremny kształt, z kolei nadwozie było opcjonalnie dostępne w dwukolorowym malowaniu z okleinami imitującymi drewno.

### Silniki
- V8 6.6l
- V8 7.5l